# Wolfsbane (cómic)
Wolfsbane (en español literalmente «acónito»), alias de Rahne Sinclair, en España conocida como Loba Venenosa, es un superheroína ficticia que aparece en los cómics estadounidenses publicados por Marvel Comics. El personaje se asocia comúnmente con los X-Men. Una  mutante escocesa, Wolfsbane puede transformarse en un lobo o en un estado de transición en algún lugar entre humano y lobo, similar a un hombre lobo. Ella perfeccionó sus poderes para cambiar entre las características humanas y de lobo, pero debe mantener a raya sus instintos salvajes cuando lo hace.
Inicialmente fue miembro del equipo junior original de X-Men, los Nuevos Mutantes. Más tarde, ella se unió al X-Factor, patrocinado por El Pentágono y también se asoció con el equipo británico de superhéroes Excalibur. Apareció por un tiempo como profesora en la academia de Charles Xavier en New X-Men. Sirvió como miembro de la agencia de Investigaciones X-Factor, hasta que se unió a la nueva encarnación de Fuerza-X. Ha sido miembro de seis equipos secundarios dentro del universo X-Men, más que la mayoría de los personajes.
Maisie Williams interpreta a Wolfsbane en la película The New Mutants, de 2020.

## Historial de publicaciones
Creada por el escritor Chris Claremont y el artista Bob McLeod, hizo su primera aparición en Marvel Graphic Novel # 4, en 1982.

## Historia

### Primeros años
Rahne (pronunciado "Rain") es escocesa (nacida en algún lugar de Ross y Cromarty), en las tierras altas del norte de Ullapool, Escocia. Ella fue entregada por la Dra. Moira MacTaggert, quien resultó vivir localmente. La madre de Rahne, una trabajadora sexual local, nunca llegó a conocerla porque murió al dar a luz la noche de su nacimiento. Su padre era el ministro presbiteriano local, el Reverendo Craig, quien crio a Rahne como huérfana sin revelar que era su hija de una relación ilícita. Cuando se reveló como mutante, el Reverendo Craig dirigió una multitud enojada con la intención de quemarla en la hoguera. Rahne fue rescatada y luego adoptada por Moira MacTaggert. Más tarde, cuando se enfrenta al Reverendo Craig como adulta, se enteró de que el Reverendo Craig era en realidad su padre biológico y que su madre había sido una prostituta. Ella es reclutada por el Profesor X para convertirse en estudiante en su Escuela para Jóvenes Dotados, y para unirse a los Nuevos Mutantes originales.

### Nuevos Mutantes
Rahne fue uno de los Nuevos Mutantes originales, que a menudo operaban como aventureros cuando no estaban en la escuela. Aunque era una niña tímida y emocionalmente reprimida, Rahne logró entablar una fuerte amistad con Danielle Moonstar y se enamoró de Sam Guthrie. Danielle descubrió que era capaz de establecer un vínculo psíquico con Rahne cuando esta última estaba en forma de lobo o wolfoid. La estricta educación religiosa de Rahne a menudo la hacía sentir incómoda cuando trataba con entidades mitológicas, su hechicera Magik, su compañera de equipo, o demonios, y también la hacía sentir incómoda casi hasta el punto de odiarse con su poder sobrehumano, que se asemeja a las transformaciones de un hombre-lobo. Estos sentimientos estaban en desacuerdo con la alegría pura que encontró al usar sus poderes, causando un profundo conflicto emocional. Se sintió perturbada al sentirse atraída por Hrimhari, un príncipe lobo que cambia de forma, mientras estaba en Asgard, y aunque se convirtió en su primer amor serio, decidió regresar a la Tierra.
Rahne finalmente comenzó una relación con su compañero de equipo, Cypher, y fue devastada cuando fue asesinado por el Ani-Mator. En una de sus dos visitas a Asgard, conoció al demoníaco Garmr, un lobo gigantesco que custodia la entrada al inframundo. Ella le confiesa a Rictor que la cara de Garm, 'la cara de ese diablo', es lo que a veces percibe cuando mira al espejo. Más tarde, ella comienza un romance inocente con Rictor, pero esto prueba que es de corta duración. 

### X-Factor
Durante la historia de la "Agenda X-Tinction" de 1990, Rahne está mentalmente unida a Havok en contra de su voluntad por los científicos que diseñan genéticamente esclavos mutantes en la nación de Genosha. Posteriormente, es manipulada por el Rey Sombra para que se una a X-Factor como agente especial del gobierno de los Estados Unidos. Su vínculo con Havok hace que actúe de manera irracional, a veces amenazando a sus compañeros de equipo, a veces flirteando con ellos. Ella permanece en formas de medio lobo por este tiempo, porque volverse completamente humana hace que ella vuelva a la identidad de esclavo que los Genoshans habían creado para ella. Ella se somete a más de un intento de deshacer la unión, con resultados variables. Su inestabilidad también se manifiesta en muchos sueños extraños, en los que su identidad se fusiona en figuras de la cultura pop. El daño de Genosha es finalmente deshecho por Haven.
Wolfsbane aparece en la miniserie de 1992 Guerra del Infinito y su secuela de 1993, Cruzada del Infinito. Durante la primera historia, ella es parte de la retaguardia que se quedó en la Tierra en la sede de los Cuatro Fantásticos. Varios dobles malvados atacan el edificio y los héroes reunidos. Durante la Cruzada, las profundas creencias religiosas de Wolfsbane la llevan a ser abordada por el villano principal, la Diosa. Wolfsbane, junto con muchos otros héroes religiosos, se lava el cerebro como parte del ejército de la diosa, pero la identidad de Wolfsbane se restaura por la conclusión de la historia.

### Excalibur
Algún tiempo después de que se deshiciera su daño mental debido al proceso de vinculación con Genosha, regresó a la base de MacTaggert en la isla Muir y se unió a Excalibur. Madura mucho en su permanencia en el libro. Ella desarrolla profundas amistades con sus aliados, incluidos Peter Rasputin y Kitty Pryde. Se muestra que superó gran parte de su timidez anterior, sin importarle si el público en general de un pequeño pueblo la viera con un uniforme revelador. Rahne también fue dama de honor en la boda del Capitán Britania y Meggan. Tras la disolución de Excalibur, ella y su compañero Douglock se quedaron en la isla Muir para ayudar a Moira en su búsqueda de una cura para el Virus Legado. Rahne aparece en muchos números de la corta serie de cómics Warlock, protagonizada por Douglock. Ella lo ayuda a él ya otros a enfrentar diversas amenazas que giran en torno a los poderes de asimilación de Douglock. Ella ayuda a los Vengadores a enfrentar una de las amenazas más grandes que casi abruman a la ciudad de Nueva York. La isla es atacada por la Hermandad, resultando en la muerte de Moira, la destrucción de la isla y la supresión de los poderes mutantes de Rahne cuando Mystique le dispara con una versión del Neutralizador de Forja.

### Instituto Xavier
Rahne pasa algún tiempo viajando en motocicleta por los Estados Unidos tras perder sus poderes, habiendo desarrollado una nueva persona menos introvertida. Esto implica el crecimiento de su cabello a partir de su corte de pelo corto normal y la pérdida de sus rebabas escocesas. A su regreso a Nueva York, ella sola derrota al asaltante villano de X-Man, Avalancha. Se convierte en asistente de enseñanza en el Instituto Xavier y en empleada a tiempo parcial de la agencia de detectives de Jamie Madrox, Investigaciones X-Factor.
Antes de unirse a la facultad del Instituto, Rahne se involucra en una relación con Elixir. Un encuentro apasionado entre los dos causó que las habilidades de curación mutantes de Elixir restauraran los poderes de Rahne; sin embargo, la reversión de Rahne a su forma de lobo provoca un momento trágico de salvajismo que dejó a Elixir gravemente herido. Elixir es capaz de curarse a sí mismo, y Rahne es devuelta a sus sentidos por un encuentro con Danielle Moonstar en las oscuras calles de Salem Center. Rahne opta por terminar la relación cuando es contratada como maestra para el Instituto. Aunque Rahne inicialmente se resiste a continuar la relación, los dos comenzaron a verse en secreto hasta que Rahne lo terminó al enterarse de que Alhelí, la compañera de Elixir, está interesada en él. El final de la relación de Rahne es escuchado por Ruina, y más tarde publica la información a toda la escuela, en un intento por poner fin a la relación en ciernes de Elixir con Alhelí. A raíz de esto, Rahne renuncia a la escuela, y su antigua amistad cercana con Dani Moonstar, el tutor legal de Elixir, se vuelve tensa.

### Agencia de investigaciones X-Factor
Rahne comienza a trabajar a tiempo completo para X-Factor, reuniéndola con su antiguo interés amoroso y su compañero de equipo Nuevos Mutantes, Rictor, ahora sin poder. Muchos aspectos de su personalidad anterior regresan, incluido su peinado muy corto y su acento escocés. Ella asiste a las reuniones de la iglesia cada semana y su devota religiosidad presbiteriana sigue siendo un aspecto central de su carácter. Ella es fundamental para detener un motín en lo que se conoció como 'Pueblo Mutante', una sección de Nueva York que una vez estuvo dominada por mutantes. Ella amenaza con matar a cualquiera que lo ataque. Luego se hicieron amenazas contra la policía que objetó sus acciones.
Ella ayuda a rescatar a la nueva compañera de equipo Layla Miller del orfanato donde (X-Factor, al menos, se le ha hecho creer) fue abusada. Rahne luego se siente angustiada por una visión, implantada por Tryp de un posible futuro en el que asesina a Jamie Madrox y a una adulta Layla Miller el día de su boda. Ella le ha dicho al psiquiatra Doc Samson de X-Factor que incluso ha considerado suicidarse para evitar que suceda, pero "los suicidios se van al infierno... pero también los asesinos. Así que estoy condenada si lo hago y maldita sea si lo hago. no lo hagas.
Rahne se arregla. Se la ve ayudando a su amigo Guido Carosella a enfrentar sus propios problemas personales que surgieron de los enfrentamientos con el malvado Damian Tryp.
Más adelante en la serie, Rahne intenta confortar a Rictor, quien está angustiado por la pérdida de sus poderes nuevamente, lo que resulta en un floreciente romance entre los dos, aunque esto concluye cuando abandona X-Factor para unirse a X-Force.
Más tarde se da a entender que Emma Frost ha chantajeado a Rahne con su relación anterior con Elixir para vigilar a Ruina.

### "Messiah Complex"
Durante la historia de "Messiah Complex" de 2007 - 2008, Rahne ayuda a Rictor a infiltrarse en los Purificadores; ella finge ser fusilada por Rictor. Ella también es miembro de la nueva X-Force. Durante una batalla contra Lady Deathstrike y los Reavers, Rahne se entera de que el Padre Craig estaba aliado con los Purificadores, supuestamente divulgando suficiente información sobre ella para que los Purificadores puedan afirmar que "la conocen bien". Ella viaja con X-Force a su antigua casa, la isla Muir, ahora la base de los Merodeadores. Durante la batalla climática, Rahne es herida por Riptide, pero sus heridas, según el Profesor X, son superficiales y se recuperará.

### Fuerza-X
Cuando Cyclops decide reformar X-Force después de los eventos del "Complejo del Mesías", lleva a Rahne a reunirse con Wolverine. Ella lo acompaña con determinación en el asalto a la base de los Purificadores, solo para ser capturada por Matthew Risman, quien le dispara en la rodilla cuando X-23 hace un movimiento contra él. Mientras sus compañeros de equipo intentan rescatarla, fracasan y Rahne es llevada a una base no revelada de Purificador, donde descubre que el Reverendo Craig se ha unido a las filas de los Purificadores.
El resto de X-Force logra rescatarla, pero descubre que le han inyectado una dosis casi letal de heroína. Inmediatamente la llevan a la mansión de Ángel para que la cure Elixir. Sin embargo, después de que ella se despierta, inmediatamente ataca a Worthington, le arranca las alas y las lleva al Reverendo Craig.
El nombre de Josh es la segunda palabra que Rahne dice cuando se despierta de su estado de lavado de cerebro y se encuentra en un cuarto oscuro en algún lugar de las instalaciones. Se da cuenta de que no puede usar sus poderes gracias a las esposas que lleva puestas. Ella entonces recuerda haber sido lavada el cerebro por el Reverendo Craig. Después de que el reverendo Craig intenta matarla, ella se escapa, pero no antes de admitir que lo único que quería era el amor de su padre.
Rahne se reagrupa con sus compañeros de equipo y comienzan su asalto contra Bastion, el Coro, y los Purificadores. Mientras todos se distraen en la sangrienta batalla, Rahne recibe un disparo de su padre que sigue su rastro de sangre hasta la habitación donde se sostienen las alas cortadas de Ángel. El reverendo Craig condena a Wolfsbane de nuevo, lo que la impulsa a tirarlo al suelo, declarando que solo quería salvarlo, pero después de todo lo que pasó, ya no le importa y se aleja, dándole la espalda. Craig grita y se prepara para dispararle a su hija en la espalda y, mientras se mueve, Rahne se gira y ve las alas de Ángel detrás de su padre, dándole la apariencia de un ángel. Su lavado de cerebro se activa una vez más mientras murmura "matar al ángel" y ella entra en un estado salvaje, atacando a su padre. Sus compañeros de equipo la encuentran en el epílogo de la batalla en su forma humana, Rezando y rodeado de sangre y ropas, pero no se encuentra ningún cadáver de su padre. Sus compañeros esperan que nunca recuerde el recuerdo de haber aparentemente haber devorado a su padre, lo que solo provocaría un impacto psicológico más profundo.
Tras la muerte de Risman, el equipo vuelve a reunirse en Aerie de Angel para recuperarse y planificar su próximo movimiento. La programación del durmiente de Rahne todavía está activa y ella acusa violentamente a Ángel cuando lo ve, provocando que se transforme en Arcángel en represalia. X-23 llama a las Stepford Cuckoos para ayudar a deshacer el daño causado a Wolfsbane, evitar que ataque a sus compañeros y superar la culpa de sus acciones.
Antes de que puedan borrar sus recuerdos, se interrumpen y se envía X-Force en una misión, dejando a Rahne sola. Mientras está sola, ella nota a alguien afuera; después de huir se revela que es Hrimhari, el Príncipe Lobo de Asgard. Desde entonces, los cucos comenzaron a buscarla, pero Cerebra no pudo detectarla, principalmente porque estaba en su forma de lobo. Estaba en Aerie de Angel con Hrimhari, todavía estaba en conflicto por su experiencia con los Purificadores. Hrimhari afirma que los dioses de Asgard los han reunido por una razón y si pueden perdonarla, entonces ella puede hacer lo mismo por sí misma. Después de tener relaciones sexuales, los dos fueron atacados por un trío de Gigantes de Hielo. Hrimhari quería luchar contra ellos solos, pero Rahne se negó a dejarlo y declaró que ya no tenía miedo de lo que es. Los dos lograron derrotar a los Gigantes de Hielo y, aunque aparentemente ilesos, Rahne se desmayó justo después.

### Secret Invasion
Rahne se encuentra entre los varios X-Men que ayudan a luchar contra Skrulls durante su invasión de San Francisco; Se encargó a X-Force la captura de uno de los nuevos Super Skrulls, para que Bestia pudiera estudiarlo y encontrar una debilidad.

### Necrosha
Después de que Rahne cayó inconsciente, fue llevada a la utopía. Allí, el Dr. Nemesis ha revelado que está embarazada del hijo del Príncipe Lobo (un niño, según él, que no es ni humano ni mutante) y que el niño por nacer está amenazando su salud y su vida. El príncipe lobo más tarde hizo un trato con la diosa asgardiana del inframundo, Hela. Él le dio su alma a Hela a cambio de que ella devolviera la vida a Elixir (después de que ella se negó a salvar a Rahne y al bebé); lo hizo de inmediato y regresaron al Mundo Subterráneo de Asgard, y las últimas palabras del Príncipe Lobo fueron que de alguna manera encontraría el camino de regreso a Rahne y su hijo por nacer. Elixir curó a Rahne y le dijo que la genética del bebé es similar a la de los humanos pero más fuerte. Luego transfirió parte de la fuerza del feto a Rahne para que ella sobreviviera al nacimiento del bebé. Mientras estaba en Genosha, también declaró que creía que su bebé será muy fuerte y que ni siquiera una bala podría perforar su piel ahora, debido a su diferente densidad muscular y muscular. Más tarde, Rahne demostró aún más fuerza y sentidos mejorados.

### Regreso a Investigaciones X-Factor
El personaje regresa en el último panel de X-Factor # 207, obviamente embarazada, y entra en Rictor y Shatterstar en un abrazo íntimo. En el número 208, ella está asombrada al principio de que Rictor esté con Shatterstar (al igual que Rictor se trata de que esté embarazada). Después de un breve momento de confusión, ella ataca a Shatterstar y salta con él por la ventana, aterrizando en las calles donde afirma que Shatterstar debe controlar a Rictor. Luego de que Longshot detuvo a los dos, Rictor le dice que no tiene control mental, por lo que ella le pregunta cómo podría estar con Shatterstar cuando estuvo con ella antes. Rictor responde que es complicado y le exige que le diga si él es el padre de su hijo. Después de dudar en responder y después de otra demanda de Rictor y mirar a Shatterstar, Rahne dice que ella no estaba con nadie más que él siete meses antes y luego se arroja a los brazos de un desconcertado Rictor. Después de que Madrox le preguntó si quería cubrir su cuerpo mientras aún estaba en la cama, ella dijo que lo haría para proteger su sensibilidad y que últimamente había estado corriendo desnuda tan a menudo que había perdido su sonrojo. Más tarde, cuando Rictor (creyendo ser el padre) acompañó a Rahne a un médico especializado en "supertipos", se reveló que aunque el latido del corazón podía escucharse claramente, el examen de ultrasonido no mostraba ninguna imagen en la pantalla. El médico, que al principio tuvo problemas para creer que Rictor era el padre, afirmó que ni siquiera la ecografía puede entrar en el útero de Rahne y que esto parecía ser una especie de función protectora, solo que esa función sería más bien mística que biológica. Shatterstar, al mismo tiempo, descubrió que Hrimhari era el padre del niño. En este momento, Rictor ya había descubierto que él no era el padre debido a la naturaleza mística del niño. Layla Miller declaró que Rahne no le había mentido a nadie y, después de que Rictor la encontrara nuevamente, Rahne reveló que su embarazo fue mucho más rápido que el de un humano debido a su naturaleza y la naturaleza lupina de Hrimhari. También dijo que todavía le preocupaba que Rictor se "volviera" gay porque lo había dejado y que quería llevarlo de vuelta a "su equipo" porque cree que los gays se van al infierno, aunque no quiere que eso sea cierto. Rictor le aseguró su amistad y los dos se reconciliaron.
Más tarde, cuando salió de la oficina para ir a la iglesia, en su camino se encontró con Shatterstar, que quería marcar su territorio sobre Rictor y hacer las paces con ella. En la iglesia se encontraron con un poderoso demonio devorador de pecados que buscaba al hijo de Rahne; huyó después de una batalla, poco antes de que Feral, previamente fallecida, se anunciara a la pareja. Se revela que Feral ha llegado como una atadura al mundo de los vivos para varios dioses y demonios caninos y felinos que quieren al bebé de Rahne; a medida que los asaltantes más poderosos llegan, el par intenta reagruparse en la sede de X-Factor. Rahne da a luz al bebé a través de su boca en lugar del procedimiento normal de parto. El recién nacido salta y ataca a Agamenón con rabia y sed de sangre. Rahne está completamente asustada y denuncia a su hijo recién nacido. Rahne se dice a sí misma que este fue su castigo por los pecados que cometió mientras estaba en X-Force. Jack Russell adopta a su hijo y lo cuida. Rahne siente un terrible remordimiento por abandonar a su hijo hasta el punto en que trata de comer helado hasta el punto de vomitar.
Rahne se siente culpable por el abandono de su hijo y teme que su alma se vaya al infierno. Terry y Lorna llevan a Rahne en un viaje por carretera a Vermont, donde se encuentran con el padre John Madrox, un tonto de Maddrox que se ha convertido en sacerdote. Rahne le revela al padre John sus recuerdos reprimidos de estar en X-Force y le lavaron el cerebro para comerse a su propio padre. Aunque conmocionado, el padre John le aconseja que abandone su autocompasión y su actitud de juicio, en lugar de una perspectiva más positiva, lo que incita a Rahne a decidir buscar a su hijo. Rahne, Rictor y Shatterstar encuentran a su hijo, Tier, y deciden dejar Investigaciones X-Factor para vivir a salvo con él y Jack Russell, Hombre Lobo.
Poco después, la historia de la "Guerra del infierno en la Tierra" aleja a Tier y Rahne de Jack Russell y nuevamente se involucra con X-Factor, con Tier como el punto focal de una competencia por el poder entre seis Señores del Infierno: Mephisto, Asmodeus, Satannish, Satana, Plutón y Hela. El nivel muere por la conclusión del conflicto, mientras que Rahne está varada en el desierto ártico, pero finalmente es rescatada. Cuando se vio por última vez, Rahne aceptó entrenarse para un papel de diaconisa en la iglesia de John Madrox.

## Poderes y habilidades

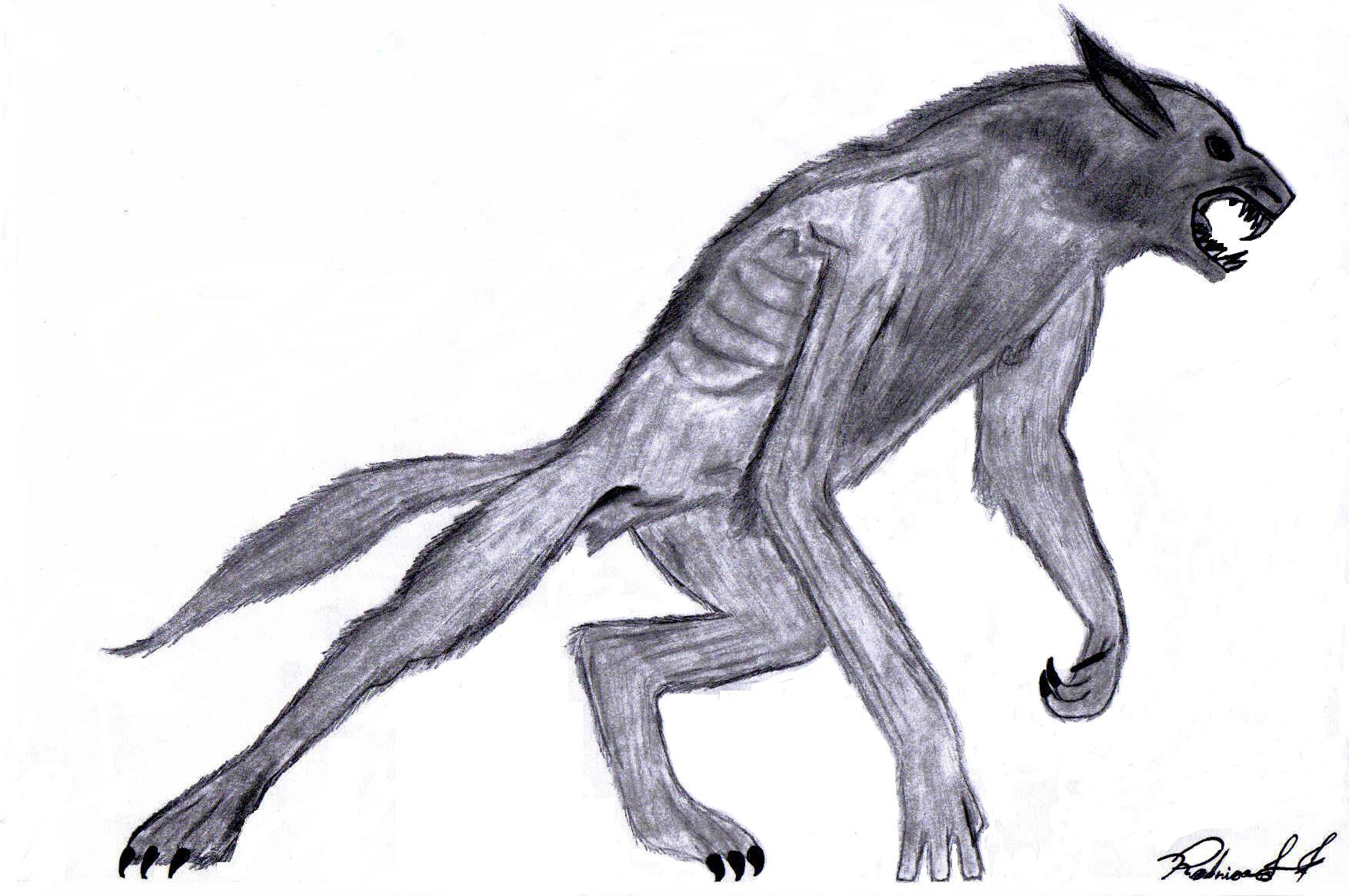
Representación de un hombre (mujer) lobo (a).

Wolfsbane posee la habilidad mutante de transformarse, de mujer a lobo, pudiendo quedar también en varios estados intermedios. El estado más común utilizado por Wolfsbane le permite tener un aspecto humanoide, el cuerpo cubierto de pelo, orejas puntiagudas y cola. Wolfsbane posee sentidos sobredesarrollados (olfato, vista, oído), así como garras y colmillos afilados.

## Otras Versiones

### Era de Apocalipsis
Wolfsbane formaba parte de los terribles laboratorios de la Bestia Oscura.

### Días del futuro pasado
Wolfsbane es una de las pocas sobrevivientes de la masacre de mutantes.

### Ultimate Wolfsbane
Wolfsbane apareció como una aspirante a la Escuela del Profesor X.

## En otros medios

### Televisión
- Wolfsbane apareció como miembro de X-Factor en la serie de televisión X-Men, episodio "Cold Comfort". Aparece como miembro del equipo mutante patrocinado por el gobierno X-Factor, liderado por el actual Forja.[54]

- Wolfsbane aparece como un personaje secundario en el Instituto Xavier en X-Men: Evolution, con la voz de Chantal Strand. En esta serie, aparentemente no es una media huérfana, aunque su parentesco nunca se revela. Wolfsbane generalmente se transforma en un lobo completo, pero en un episodio toma su forma híbrida para asustar a algunos cazadores ansiosos. Ella está especialmente cerca de Sunspot.[55] Wolfsbane se ve obligada a abandonar el instituto, junto con Júbilo, después de que el mundo descubre la existencia de mutantes. Aparece una última vez en el final de la serie, en la visión de Xavier del futuro, revelando que regresa al equipo.[56]

- Wolfsbane aparece por primera vez en el episodio de Wolverine and the X-Men, "Hindsight Part 1". Ella aparece entre los mutantes capturados por el M.R.D. y arrestados por Wolverine y Bestia. En el episodio "Backlash", es atacada por el M.R.D. y es derribada por el Prowler Sentinel.
- Wolfsbane aparece en los cómics de Wolverine versus Sabretooth motion, con la voz de Kathleen Barr.[57]

### Cine
- El nombre de Wolfsbane aparece en la lista de mutantes de Mystique en la cinta X-Men 2.[58]
- Maisie Williams fue elegida para interpretar a Rahne Sinclair / Wolfsbane en The New Mutants, escrita y dirigida por Josh Boone.[59] Su historia permanece prácticamente sin cambios, aunque no se menciona si el Reverendo Craig es su padre o no. Entra en una relación con Danielle Moonstar. Su forma de lobo está representada por el lobo entrenado en la vida real Chuck.

### Videojuegos
- Wolfsbane es un personaje jugable en Marvel Puzzle Quest.[60]